# Josef Mühlberger
Josef Mühlberger (* 3. April 1903 in Trautenau in Böhmen, Österreich-Ungarn; † 2. Juli 1985 in Eislingen/Fils) war ein sudetendeutscher Schriftsteller, Übersetzer und Journalist.

## Leben
Josef Mühlberger wuchs in Trautenau auf und schloss sich in den 1920er Jahren mit seinem älteren Bruder Alois Mühlberger (* 14. Juli 1891 in Marschendorf bei Trautenau; † 7. Mai 1965 in Göppingen), der als Dr. phil. versuchte, das Schulwesen in der Tschechoslowakei zu reformieren, dem Jungvölkischen Bund an. Als Söhne eines deutschen Vaters und einer tschechischen Mutter war ihnen zeitlebens an einer Verständigung zwischen den Deutschen und Tschechen gelegen. Josef studierte an der Karls-Universität Prag Germanistik und Slawistik und promovierte 1926 bei August Sauer über Die Dichtung der Sudetendeutschen in den letzten 50 Jahren zum Dr. phil. Anschließend verbrachte er ein Jahr an der Universität von Uppsala in Schweden, wo er Kunstgeschichte und Philosophie studierte.
1928 begründete Josef Mühlberger die Kunst- und Literaturzeitschrift Witiko, benannt nach dem gleichnamigen Roman Adalbert Stifters, die er bis 1930 mit Johannes Stauda zusammen herausgab und die eine Fortsetzung in der Vereinszeitschrift des Witikobundes gefunden hat. 1930 bereiste er mit einigen Freunden Dalmatien, dessen Folklore in seinen Erzählungen einige Male eine wesentliche Rolle spielen sollte. Mühlberger war mit Max Brod befreundet. Er arbeitete außerdem an der Zeitschrift Sudetenland mit. Er war Gymnasiallehrer in seiner Heimatstadt Trutnov.
Die Nationalsozialisten attackierten Mühlberger für seine Verbindungen mit tschechischen und jüdischen Autoren sowie für die Wahl seiner Motive aus dem tschechischen Kulturkreis; 1938 wurde er Mitglied der Sudetendeutschen Partei, wohl um sich mit den neuen Machthabern zu arrangieren. Dennoch verhaftete man ihn wegen Homosexualität. Als Freiwilliger nahm er am Zweiten Weltkrieg teil, den er in US-amerikanischer Kriegsgefangenschaft beendete.
1934 erschien Mühlbergers bis heute bekanntes Buch Die Knaben und der Fluß, im Jahre 2003 in der Insel-Bücherei aus seinem Nachlass erneut herausgegeben. In diesem Jugenddrama wird die Freundschaft zweier Jungen durch die Liebe zu einem Mädchen zerstört; einer wählt den Freitod, damit der andere das Mädchen bekommen kann, eine Erzählung, welche Hermann Hesse anerkennend interpretiert mit den Worten „wie eine Vogelmelodie, die schönste und einfachste junge Dichtung, die ich seit langer Zeit gelesen habe“. Josef Mühlbergers Sprachkunst überzeugt bis heute in diesem Text, findet aber später Kritik bei der Themenwahl und deren Darstellung. Entgegen einer viel kolportierten Behauptung, im Übrigen nicht von Mühlberger selbst aufgestellt, wurden seine Bücher im nationalsozialistischen Deutschland nicht verboten, allerdings nicht mehr gedruckt. 1936 und 1937 erschienen außerdem weitere kleine Arbeiten Mühlbergers im Inselschiff und im Insel Almanach.
Nach dem Zweiten Weltkrieg wurden Josef Mühlberger und sein Bruder Alois Mühlberger 1946 während der Vertreibung der Deutschen aus der Tschechoslowakei infolge der Beneš-Dekrete zum Verlassen seiner Geburtsstadt Trautenau (Trutnov) gezwungen. Josef fand in Eislingen/Fils in Baden-Württemberg ein neues Zuhause und arbeitete als Redakteur, Journalist, Übersetzer tschechischsprachiger Literatur und Schriftsteller. Seine zwei Erzählungen aus dieser Zeit „Die Vertreibung“ und „Herbstblätter“ geben einen erschütternden Einblick in diese von ihm durchlebte Zeit. Zu einem seiner bekannten Werke zählt der 1956 erschienene Roman Licht über den Bergen, dessen Schauplatz das Riesengebirge ist.
Josef Mühlberger erhielt zahlreiche Preise und Ehrungen. Susanne Lange-Greve und die Schriftstellerin Tina Stroheker förderten den etwas in Vergessenheit Geratenen in den letzten Jahren seines Lebens. Seit 1995 werden in Eislingen zu Ehren des Dichters alle zwei Jahre die Mühlberger-Tage des „Verein der Freunde Josef Mühlberger und seines literarischen Werkes e. V.“ mit Preisverleihungen veranstaltet. Sein Nachlass ist im Schriftgut-Archiv Ostwürttemberg überliefert.

## Ehrungen und Preise
- 1937: Johann-Gottfried-von-Herder-Preis
- 1951: Adalbert-Stifter-Preis
- 1965: Andreas-Gryphius-Preis
- 1968: Sudetendeutscher Kulturpreis
- 1973: Eichendorff-Literaturpreis
- Bundesverdienstkreuz 1. Klasse (17. Mai 1974)[10]
- 1976: Wenzel-Jaksch-Gedächtnispreis
- 1977: Ernennung zum Professor
- 1982: Heinrich-Schickardt-Preis der Stadt Göppingen

## Werke
- Die Dichtung der Sudetendeutschen in den letzten fünfzig Jahren. Stauda, Kassel 1929.
- Böhmen. In: Eduard Castle (Hrsg.): Deutsch-österreichische Literaturgeschichte. Ein Handbuch zur Geschichte der deutschen Dichtung in Österreich-Ungarn. Vierter Band. Von 1890 bis 1918. Carl Fromme, Wien 1937, S. 1330–1359.
- Verhängnis und Verheißung. Roman einer Familie. Bechtle, Esslingen, 1952.
- Licht über den Bergen, Augsburg: Kraft, 1956,
- Herbstblätter. Gedanken und Gestalten. Bechtle, Esslingen 1963.
- Sudetendeutscher Schicksalsweg. Ein Lese- und Quellenbuch zur Geschichte der Sudetendeutschen. Aufstieg, München 1976, ISBN 3-7612-0131-1.
- Lebensweg und Schicksale der staufischen Frauen. Bechtle, Esslingen 1977.
- Bogumil. Das schuldlose Leben und schlimme Ende des Edvard Klima. Roman. Langen Müller, München · Wien 1980. ISBN 978-3-7844-1828-5
- Berühmte und berüchtigte Frauen. Ullstein, Frankfurt/M. 1981, ISBN 3-548-34068-7.
- Geschichte der deutschen Literatur in Böhmen 1900–1939. Langen Müller, München · Wien 1981, ISBN 3-7844-1879-1.
- Konradin von Hohenstaufen. Der Letzte eines großen Geschlechts. Biographie. Bechtle, Esslingen 1982, ISBN 3-7628-0421-4.
- Das Paradies des Herzens. Erinnerungen an eine Kindheit in Böhmen. Aufstieg, München 1982, ISBN 3-7612-0171-0.
- Wo ich daheim war. Erzählungen aus dem böhmischen Riesengebirge. Preussler, Nürnberg 1983, ISBN 3-921332-57-5.
- Der Hohenstaufen. Ein Symbol deutscher Geschichte 1050–1900. Ullstein, Frankfurt/M. 1993, ISBN 3-548-34965-X.
- Erzählungen aus dem Nachlass. eislinger edition, Eislingen 1995, ISBN 3-929947-09-9.
- Die Knaben und der Fluss. Nachwort v. Peter Härtling. NA in der Insel-Bücherei, Frankfurt 2003, ISBN 3-458-08581-5.
  - Chlapci a řeka. (tschechische Ausgabe). Übersetzung v. Zdeněk Mareček. Verlag Barrister & Principal, Brno/Brünn, und Deutsches Kulturforum östliches Europa, Potsdam 2003, ISBN für Tschechien: ISBN 80-86598-38-1, für Deutschland: ISBN 3-936168-02-4.
- Ausgewählte Werke in 2 Bänden. Hrsg. v. Frank-Lothar Kroll, Bonn 2004, ISBN 3-88557-211-7.
- Besuch bei Kafka. Schriften von Josef Mühlberger zu Franz Kafka. 1928–1978. Einhorn, Schwäbisch Gmünd 2005, ISBN 3-936373-06-X.
- Auf gelbe Blätter geschrieben. Erzählungen aus dem Nachlass. Ausgewählt und mit einem Nachwort versehen von Susanne Lange-Greve. Einhorn, Schwäbisch Gmünd 2009, ISBN 978-3-936373-52-3